# Busana
Busana település Olaszországban, Emilia-Romagna régióban, Reggio Emilia megyében.  Busana Castelnovo ne’ Monti, Collagna, Ligonchio, Ramiseto és Villa Minozzo községekkel határos.

## Népesség
A település népessége az elmúlt években az alábbi módon változott: